# Naantali
Naantali [ˈnɑːntɑli] (schwed. Nådendal) ist eine Stadt im Südwesten Finnlands mit 19.850 Einwohnern (Stand 31. Dezember 2022). Sie liegt an der Ostseeküste in der Landschaft Varsinais-Suomi unweit von Turku. Naantali gehört zu den ältesten Städten Finnlands und ist heute ein wichtiger Hafen und dank seiner malerischen Holz-Altstadt ein beliebtes Touristenziel.

## Geografie

### Lage und Ausdehnung

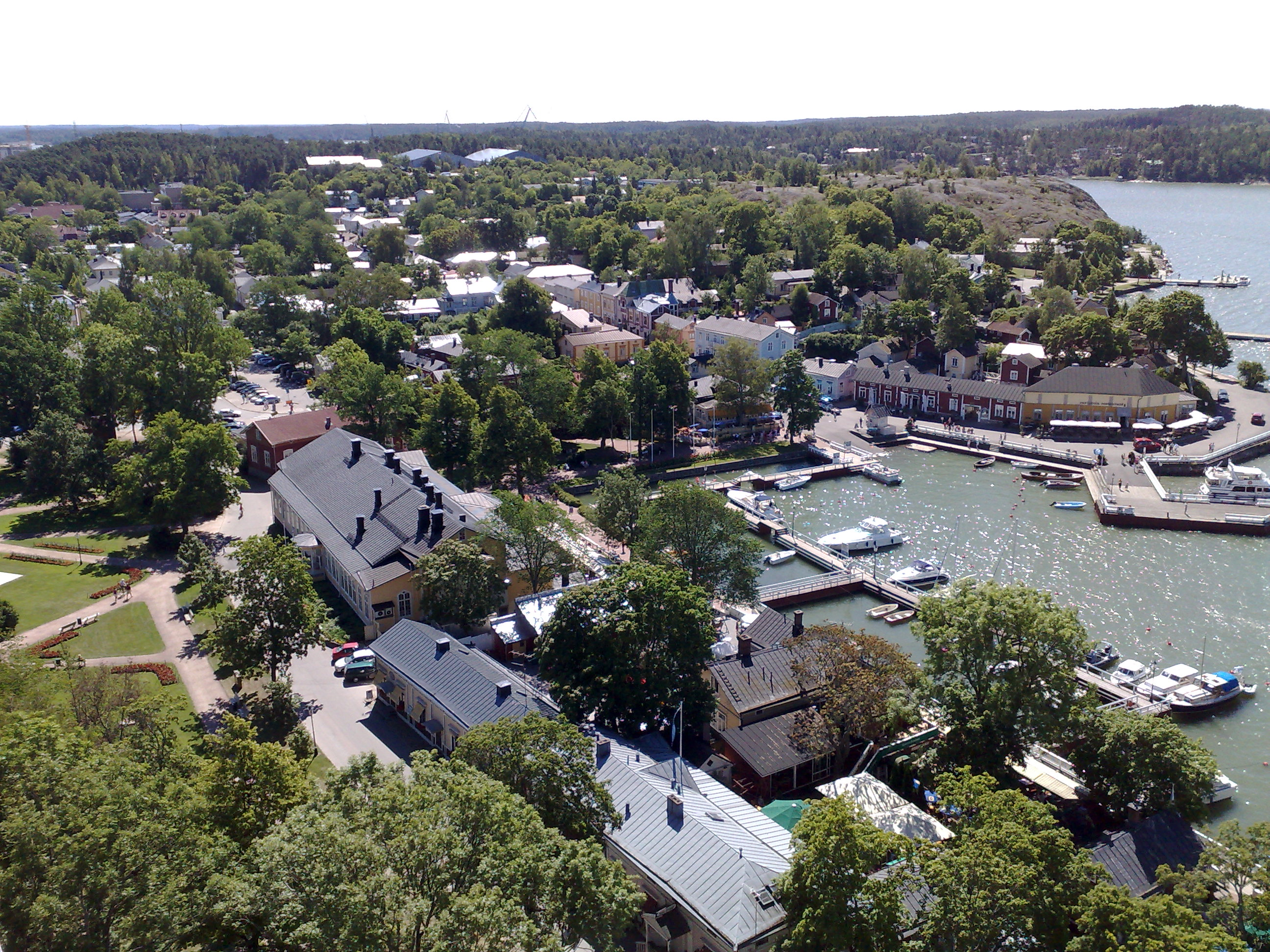
Blick vom Kirchturm auf Altstadt und Bootshafen von Naantali

Naantali liegt in der südwestfinnischen Landschaft Varsinais-Suomi rund 15 km westlich der Stadt Turku. Die eigentliche Stadt liegt auf dem Festland an der Küste der Ostsee. Seit der Eingemeindung von Merimasku, Rymättylä und Velkua im Jahr 2009 gehört zu Naantali verwaltungsmäßig zudem ein weites Gebiet im vorgelagerten Schärenmeer. Dieses Gebiet erstreckt sich bis 25 km westlich von Naantali und ist mit tausenden Schären und Klippen durchsetzt. Die direkt gegenüber dem Stadtzentrum gelegene Insel Luonnonmaa sowie die westlich davon gelegene Insel Otava sind über Brücken mit dem Festland verbunden. Das ländlich geprägte Schärengebiet nimmt den größten Teil des administrativen Stadtgebiets von Naantali ein, während zwei Drittel der Bevölkerung in der Kernstadt auf dem Festland leben. Insgesamt hat Naantali eine Fläche von 638,35 km², unter Ausschluss der Meeresgebiete sind es 287,55 km².
Die Nachbargemeinden von Naantali sind auf dem Festland Masku im Norden und Raisio im Osten. Zur See hin grenzt die Stadt an Turku im Südosten, Pargas im Süden sowie Kustavi und Taivassalo im Nordwesten.

### Stadtgliederung
Vor der Eingemeindung von Merimasku, Rymättylä und Velkua war Naantali in 21 Stadtteile eingeteilt, von denen zwölf auf dem Festland und neun auf der Insel Luonnonmaa liegen:
| Festland (insg. 12.207 Einwohner): - Stadtzentrum (3.246 Einwohner) - Viluluoto (367 Einwohner) - Ruona (1.568 Einwohner) - Karvetti (1.885 Einwohner) - Taimo (1.149 Einwohner) - Lietsala (1.425 Einwohner) - Luikkio (605 Einwohner) - Soininen (1.565 Einwohner) - Ladvo-Venka (71 Einwohner) - Murikko (118 Einwohner) - Luolala (75 Einwohner) - Humalisto-Satama (113 Einwohner) | Luonnonmaa (insg. 1.697 Einwohner): - Kultaranta (357 Einwohner) - Viialanranta (218 Einwohner) - Viaala (706 Einwohner) - Kukola (16 Einwohner) - Keitilä (115 Einwohner) - Isokylä (115 Einwohner) - Haijainen (49 Einwohner) - Kirstilä (14 Einwohner) - Käkölä (107 Einwohner) - Sonstige (168 Einwohner) |

## Geschichte

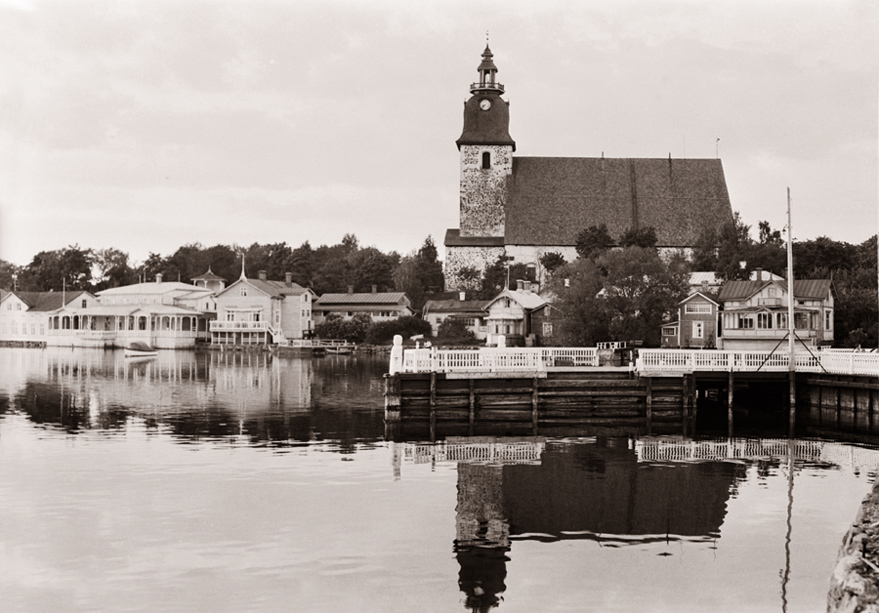
Die Ende des 15. Jahrhunderts erbaute Kirche von Naantali (Fotografie aus den 1920er Jahren) gehörte ursprünglich zum Birgittenkloster.

Naantali entstand im Mittelalter um ein 1443 gegründetes Birgittenkloster. Dieses trug den lateinischen Namen Vallis Gratiae („Gnadental“). An den lateinischen Namen erinnern die Buchstaben V und G im Stadtwappen von Naantali. Die schwedische Namensform Nådendal ist eine wörtliche Übersetzung von Vallis Gratiae, während das finnische Naantali eine Verballhornung des schwedischen Namens darstellt. Im Kloster lebten sowohl Männer als Frauen. Der Mönch Jöns Budde übersetzte Ende des 15. Jahrhunderts im Kloster Naantali religiöse Texte aus dem Lateinischen ins Schwedische; damit ist er der erste namentlich bekannte Autor der finnischen Literaturgeschichte. Der schwedische König Christoph III. hatte dem Kloster Naantali die Handelsrechte zugestanden, weshalb um das Kloster herum bald eine Stadt entstand. Im Mittelalter war Naantali ein wichtiger Wallfahrtsort.
Mit der Reformation endete die Bedeutung des Klosters. Es wurde geschlossen, nachdem die letzte Nonne Ende des 16. Jahrhunderts verstorben war. Der Wegfall des Klosters und ein verheerender Stadtbrand im Jahr 1628 setzten Naantali schwer zu. Ein großer Teil der Klostergebäude verfielen, nur die Klosterkirche – bis heute die Hauptkirche Naantalis – blieb erhalten. In Zeiten wirtschaftlicher Depression verdienten die Bürger der Stadt ihren Lebensunterhalt mit Sockenstricken, einer Kunst, die sie von den Nonnen des Birgittenklosters erlernt hatten. Beim Reichstag von 1723 wurde sogar vorgeschlagen, Naantali die Stadtrechte wieder abzuerkennen. Der Vorschlag scheiterte aber, und durch den Bau eines Zollhauses Mitte des 18. Jahrhunderts konsolidierte sich die Stadt wieder.
Die heilende Kraft der Quelle Viluluoto bei Naantali war bereits im 18. Jahrhundert entdeckt worden. 1863, während der Zeit der russischen Herrschaft, baute man dort eine Kuranstalt. Als Kurort erlebte Naantali einen neuen Aufschwung. Bis heute ist die Stadt ein beliebtes Reiseziel. 1922 wurde der Gutshof Kultaranta auf der Insel Luonnonmaa vor Naantali zum Sommersitz des finnischen Präsidenten. Die Ansiedlung von Industrie und der Aufschwung des Hafens nach dem Zweiten Weltkrieg ließ die Stadt wirtschaftlich prosperieren und machte Naantali zur heute zweitreichsten (gemessen nach dem Steuereinkommen) Stadt Finnlands.
1964 wurde die Landgemeinde Naantali eingemeindet, wodurch sich das Stadtgebiet Naantalis um die Insel Luonnonmaa und das Gebiet nördlich des Stadtzentrums erweiterte. Zum Jahresbeginn 2009 wurden die im Schärenmeer vor der Küste Naantalis gelegenen Gemeinden Rymättylä, Merimasku und Velkua in Naantali eingemeindet. Dadurch stieg die Einwohnerzahl Naantalis um etwa ein Drittel, die Fläche hat sich mehr als verfünffacht.

## Sehenswürdigkeiten

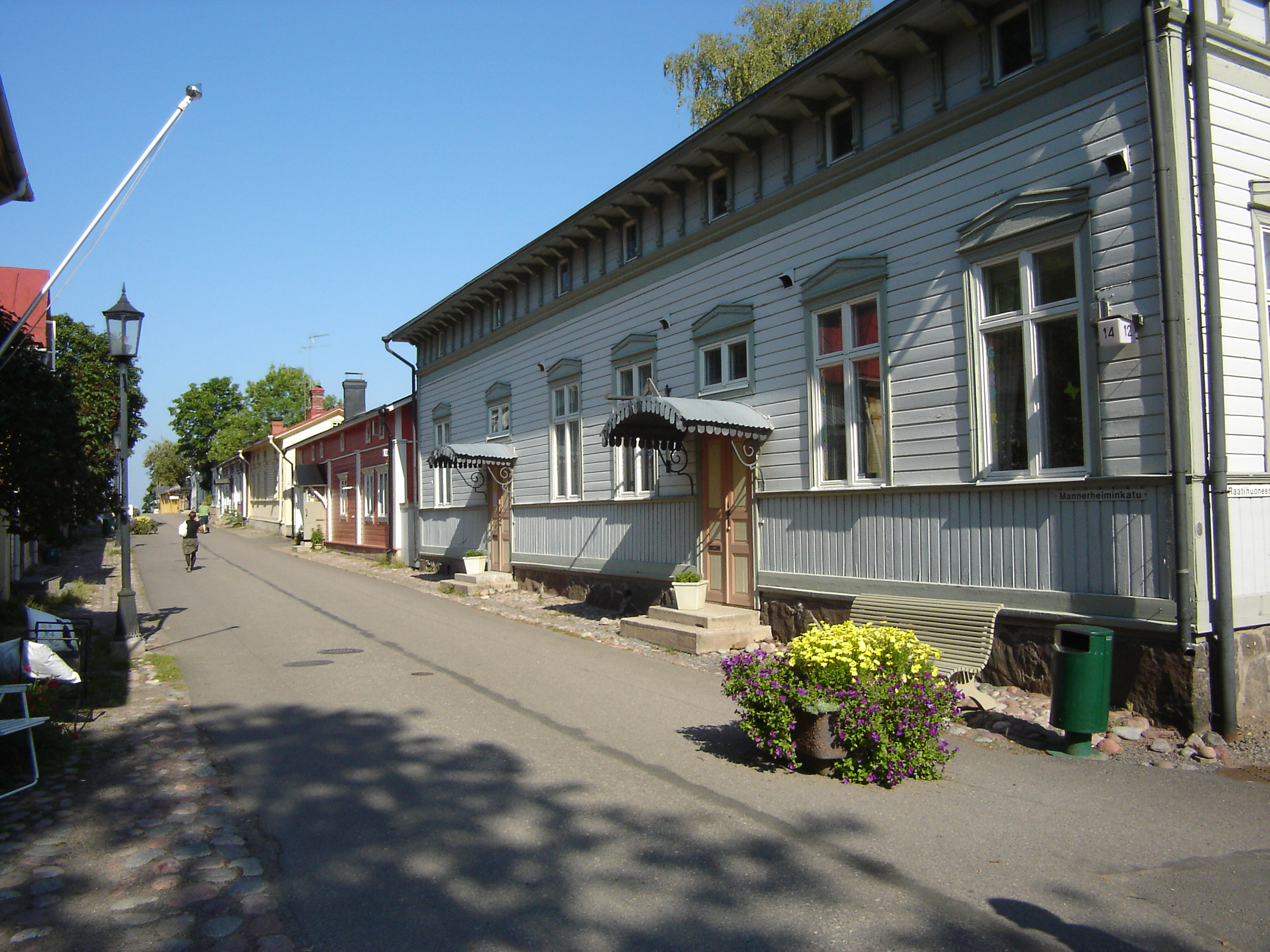
Holzhaus in der Altstadt von Naantali

Die Altstadt von Naantali liegt unterhalb der Klosterkirche am Jachthafen der Stadt. Sie besteht aus niedrigen Holzhäusern aus dem 18. und 19. Jahrhundert. Die Kirche von Naantali wurde zwischen 1480 und 1490 erbaut und diente ursprünglich als Klosterkirche. Die mittelalterliche Feldsteinkirche erhielt im Jahr 1797 ihre heutige Form durch den Anbau eines barocken Kirchturmes.
Touristische Attraktionen in Naantali sind neben der vorgelagerten Schärenlandschaft ein Kurbad und der vor allem bei Kindern beliebte Freizeitpark Muumimaailma (Muminwelt). 
Seit 1980 findet im Sommer in Naantali das Musikfestival Naantalin Musiikkijuhlat mit klassischer und ernster Musik statt. Des Weiteren findet ein Festival am Siebenschläfertag statt.

## Wirtschaft
Neben dem Tourismus ist die Schwerindustrie ein wichtiger Wirtschaftszweig in Naantali. In der Stadt befinden sich ein Kraftwerk sowie von 1957 bis 2021 die Raffinerie Naantali. Der Hafen von Naantali ist nach den Häfen von Helsinki und Kotka der drittgrößte Frachthafen Finnlands, daneben verkehren von dort Autofähren ins schwedische Kapellskär.

## Städtepartnerschaften
- Vadstena, Schweden
- Nordfyns Kommune, Dänemark
- Svelvik, Norwegen
- Vesturbyggð, Island
- Puck, Polen
- Kirowsk, Russland

## Persönlichkeiten

### Söhne und Töchter
- Fredrika Wilhelmina Carstens (1808–1888), Schriftstellerin
- Jukka Vilander (* 1962), Eishockeyspieler
- Cristal Snow, Electro-Musiker

### Weitere Personen
In Naantali haben gewirkt, ohne dort geboren zu sein:
- Jöns Budde (~1437–1491), Mönch
- Ilmari Manninen (1894–1933), Ethnograph, arbeitete als Lehrer in Naantali, Gründer des Stadtmuseums